# Гардинер, Алан Хендерсон
Сэр А́лан Хе́ндерсон Га́рдинер (англ. Sir Alan Henderson Gardiner; 29 марта 1879, Элтэм, Гринвич, Лондон — 19 декабря 1963, Оксфорд) — английский египтолог и лингвист.
Внёс большой вклад в теорию египетского языка. Созданная им «Египетская грамматика: введение в изучение иероглифов» до сих пор остаётся стандартной справочной грамматикой (пособием). Опираясь на достижения представителей берлинской египтологической школы: Адольфа Эрмана и Курта Зете, — Гардинер систематизировал знания о египетском языке и выпустил в 1927 «Египетскую грамматику», сочетавшую исчерпывающий грамматический материал с доступными объяснениями и учебными заданиями.
Гардинер принимал активное участие в создании фундаментального «Берлинского словаря египетского языка». Считая одной из главных задач египетской филологии толкование египетских текстов, он издал и прокомментировал множество ценных памятников. Его исследование египетских «ономастиконов» (см. Рамессеумский ономастикон) позволило определить значение множества египетских слов, а также внесло большой вклад в изучение исторической географии Древнего Египта.
Помимо того, что Гардинер является автором специальных египтологических трудов, он также — автор оригинальных работ по общему языкознанию.

## Труды
- The Admonitions of an Egyptian Sage from a Hieratic Papyrus in Leiden (Pap. Leiden 334 recto). Leipzig, 1909 (репринт Hildesheim — Zürich — New York, 1990).
- Notes on the story of Sinuhe. Paris, 1916 (отсканированная версия здесь).
- Ancient Egyptian Onomastica. Vol. I—III. London, 1947.
- Gardiner A. H. Egyptian Grammar. Being an Introduction to the Study of Hieroglyphs.. — 3rd Ed., revised. — Oxford: Griffith Institute, 1957 (1st Ed. Oxford: «Clarendon Press», 1927). — ISBN 978-0-900416-35-4.
- The Theory of Proper Names: A Controversial Essay. London; New York: Oxford University Press, 1957.
- Гардинер А. Различие между «речью» и «языком» // Звегинцев В.А. История языкознания XIX и XX веков в очерках и извлечениях. Ч. 2. М., 1965.
- Алпатов В.М. Алан Гардинер – теоретик языкознания // Древний Египет: язык – культура – сознание / По материалам Египтол. конф., 12-13 марта 1998 г.; отв. ред.  О.И. Павлова. М.: Присцельс, 1999. ISBN 5-85324-061-7